# Veprecula
Veprecula is een geslacht van weekdieren uit de klasse van de Gastropoda (slakken).

## Soorten
- Veprecula arethusa (Dall, 1918)
- Veprecula bandensis Sysoev, 1997
- Veprecula brunonia (Dall, 1924)
- Veprecula cooperi Mestayer, 1919
- Veprecula crystallina Stahlschmidt, Chino & Kilburn, 2012
- Veprecula echinulata (Thiele, 1925)
- Veprecula gracilispira (E. A. Smith, 1879)
- Veprecula hedleyi (Melvill, 1904)
- Veprecula polyacantha Stahlschmidt, Chino & Kilburn, 2012
- Veprecula pungens (Gould, 1860)
- Veprecula scala Hedley, 1922
- Veprecula sculpta (Hinds, 1843)
- Veprecula sykesii (Melvill & Standen, 1903)
- Veprecula tornipila McLean & Poorman, 1971
- Veprecula vacillata Hedley, 1922
- Veprecula vepratica (Hedley, 1903)